# 존 포사이드
존 포사이스(John Forsythe, 1918년 1월 29일 ~ 2010년 4월 1일)는 미국의 배우이다.

## 출연 작품

### 영화
- 스크루지 (1988) - 로 헤이워드 역
- 배반의 묘략 (Opposites Attract, 1990)

### 텔레비전
- 미녀 삼총사 (1976-81) - 찰스 타운젠드 역 (목소리)